# Lauren Rowles
Lauren Rowles (24 de abril de 1998) é uma paratleta britânica, remadora e ex-ciclista em cadeira de rodas. Ela ganhou o ouro junto com Laurence Whiteley no evento Skiff duplo misto, no remo, (TAMix2x) nos Jogos Paralímpicos de Verão de 2016.

## Vida
Rowles, que é de Cofton Hackett, Bromsgrove, estudou na North Bromsgrove High School. Ela desenvolveu mielite transversa (uma condição em que a medula espinhal é inflamada) com a idade de 13 anos, que a deixou com nenhum paralítica em todo o corpo abaixo de seu peito.
Rowles completed completou seus estudos no King Edward VI College, em Stourbridge e pretende estudar Direito na Oxford Brookes University.

## Carreira
Rowles competiu no ciclismo em cadeira de rodas antes de mudar para o remo. Ela passou a praticar ciclismo em novembro de 2012, competindo em eventos da categoria T54. Em 2014, ela foi a campeã na Inglaterra em competições para menores de 16 anos, nos 100 m, 200 m e 1.500 m. Ela representou a Inglaterra no Jogos da Commonwealth de 2014, onde ela era a mais nova atleta em campo na equipe da Inglaterra com a idade de 16 anos. Ela alcançou a final da categoria T54, 1500 m, Terminando em nono.
Rowles assumiu remo no início de 2015. Ela se juntou com Laurence Whiteley e juntos, competiram no Campeonato Mundial de Remo de 2015, ganhando a medalha de prata no skiff duplo misto. Ela competiu em sua primeira Paralimpíada em 2016, onde ela e Whiteley ganharam o ouro. A dupla obteve a mesma medalha no skiff misto em Tóquio 2020 com o tempo de oito minutos, 38 segundos e 99 centésimos na final.